# Babypiste

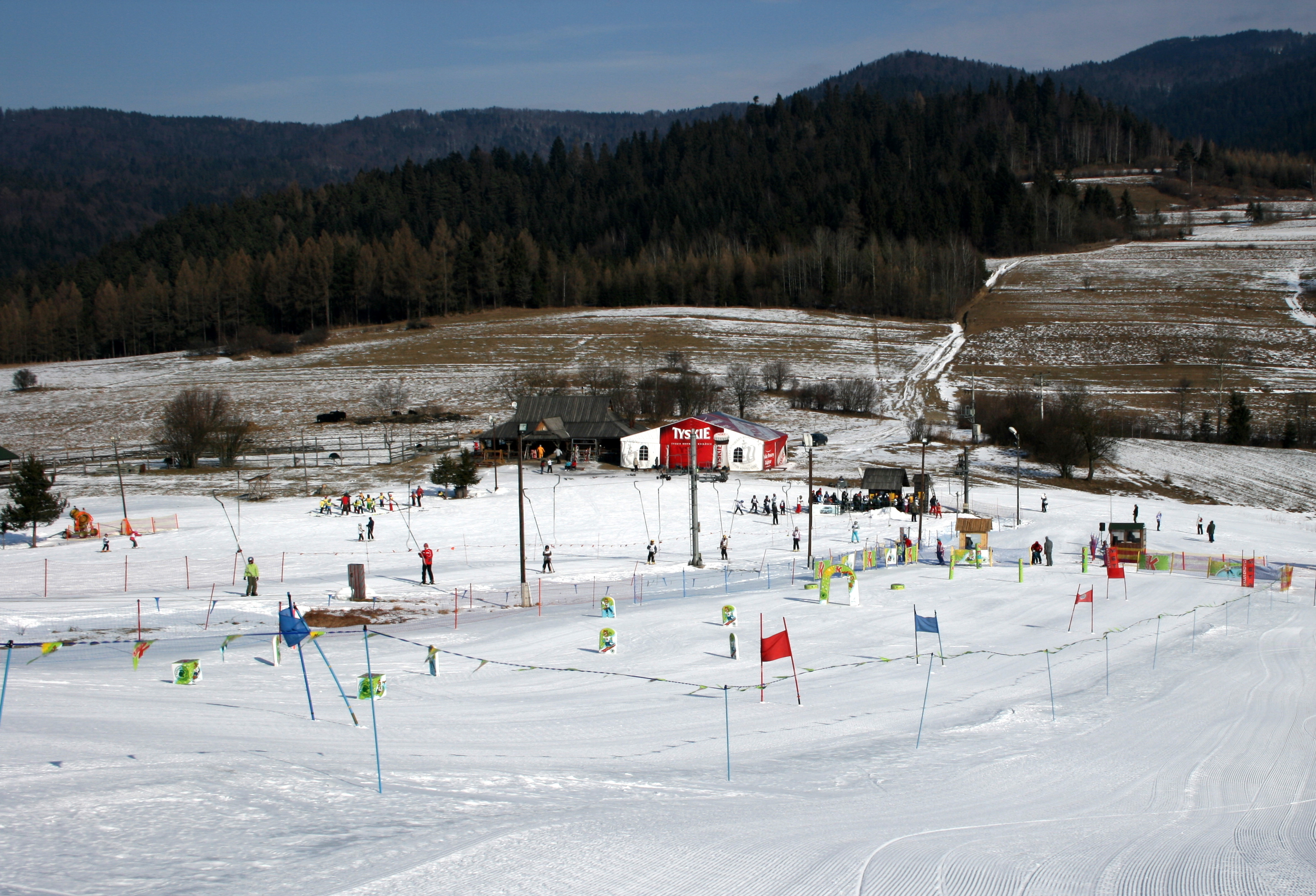
Babypiste in Kluszkowce

De babypiste is de gemakkelijkste sneeuwafdaling in een skigebied, geschikt voor beginnende skiër.
De piste is zo'n twintig meter hoog en het hoogste punt is bereikbaar met een sleepliftje. Vaak is dit een zogenaamd 'babyliftje', een sleeplift die speciaal is aangepast voor kleinere kinderen (ca. vijf tot tien jaar). De helling is gering zodat men makkelijk kan leren draaien, remmen en bochtjes maken. 
De babypiste wordt ook wel oefenweide, oefenweidje of witte piste genoemd.
De kleur, die de moeilijkheidsgraad van zo'n afdaling aangeeft, kun je herkennen aan bordjes in die kleur, die op overzichtelijke afstand van elkaar aan de zijkant van de piste zijn geplaatst op houten paaltjes.
witte of babypiste · 
groene piste · 
blauwe piste · 
rode piste · 
zwarte piste

Zie ook: piste-onderhoudsmachine · 
pistenbully · 
sneeuwkanon · 
veiligheidsmaatregelen · 
verkeersregels